# Joseph Anton Fischer
Joseph Anton Fischer (* 28. Februar 1814 in Oberstdorf; † 28. März 1859 in München) war ein deutscher Kunstmaler, der als Vertreter der Kunstrichtung der Nazarener gilt.

## Lebenslauf
Nach dem Besuch der Zeichenschule von Ignaz Schraudolph kam Fischer 1831 an die Kunstakademie München zu Joseph Schlotthauer (Historienmalerei). Mit 18 Jahren ging Fischer im Auftrag von Kronprinz Maximilian nach Mittelitalien, um bedeutende Kunstwerke von Raffael zu kopieren.
Zurück in Deutschland, malte Fischer im Jahre 1835 für Prof. Heinrich von Hess Kartons für Fenster der Mariahilfkirche im Münchner Stadtteil Au. Die Kartons fielen, wie die Glasfenster selbst (bis auf Die Anbetung der Könige), dem Zweiten Weltkrieg zum Opfer.
Fischer wirkte auch an den bekannten Bayernfenstern mit. Sie wurden in den Jahren 1846 bis 1848 nach Entwürfen von Joseph Anton Fischer, Heinrich Maria von Hess und Franz Hellweger unter der Leitung von Max Emanuel Ainmiller (1807–1870) in der Königlichen Glasmalereianstalt in München angefertigt. Joseph Anton Fischer malte die Kartons für die  drei mittleren Vollfenster.
Es folgten weitere Reisen in den 1840er Jahren nach Italien. Fischer hielt sich auch öfter in seinem Geburtsort Oberstdorf und im Schwefelbad Tiefenbach auf. Er litt an Magenbluten und war am Ende seiner Kräfte. 1859 starb Fischer. Sein Nachlass, für ein Fischer-Museum in Oberstdorf gedacht, ist zum größten Teil verbrannt (1865, beim sog. Großen Brand).
Josef Anton Fischer starb im Alter von 45 Jahren.

## Grabstätte

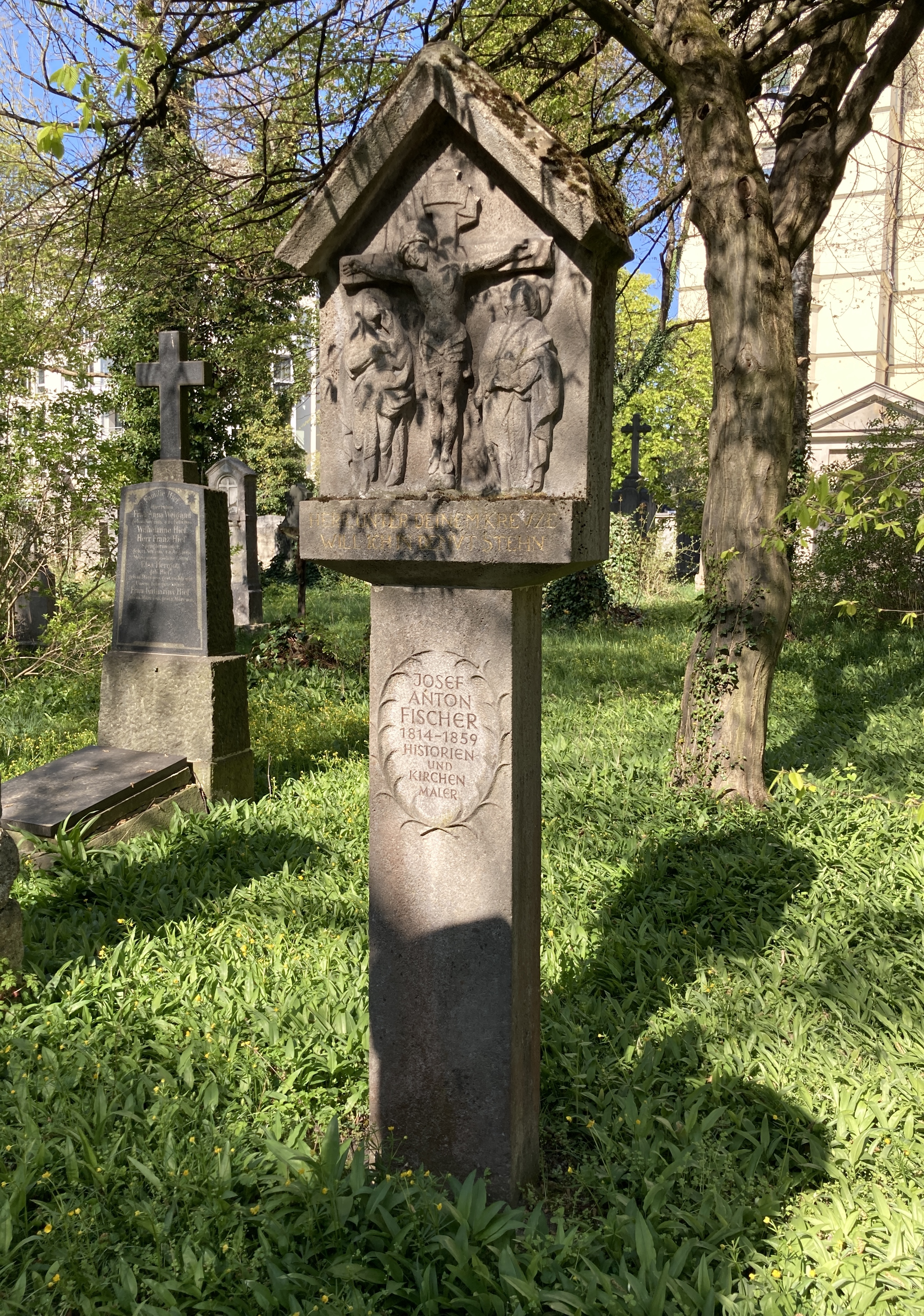
Grab von Josef Anton Fischer auf dem Alten Südlichen Friedhof in München

Die Grabstätte von Josef Anton Fischer befindet sich auf dem Alten Südlichen Friedhof in München (Gräberfeld 14 – Reihe 2 – Platz 28) Standort.

## Werke
- Bayerische Fenster im Kölner Dom 1844
- Glasfenster für den Herzog von Leuchtenberg in St. Petersburg
- Grablegung Christi in der Münchner Pinakothek
- Flucht nach Ägypten in der Prager Národny-Galerie
- 30 Handzeichnungen im Nationalmuseum in Berlin
- Mehrere Kartons und Aquarelle in der Staatlichen Graphischen Sammlung München

## Auszeichnungen
- Königlich-Preußische Goldmedaille für bildende Kunst (1853)
- Ehrenmitgliedschaft der Münchner Akademie (1855)

## Quelle und Einzelnachweis
- Kunstgeschichte(n) über Joseph Anton Fischer
- Von den Waschfrauen zu religiösen Themen. In: all-in.de. 28. März 2009, abgerufen am 6. März 2023.
- Joseph Anton Fischer auf www.oberstdorf.de

| Personendaten    | Personendaten         |
| ---------------- | --------------------- |
| NAME             | Fischer, Joseph Anton |
| ALTERNATIVNAMEN  | Fischer, Josef Anton  |
| KURZBESCHREIBUNG | deutscher Kunstmaler  |
| GEBURTSDATUM     | 28. Februar 1814      |
| GEBURTSORT       | Oberstdorf            |
| STERBEDATUM      | 28. März 1859         |
| STERBEORT        | München               |